# EN118

## Lagoa da Palha velha (Palmela) - Alpalhão

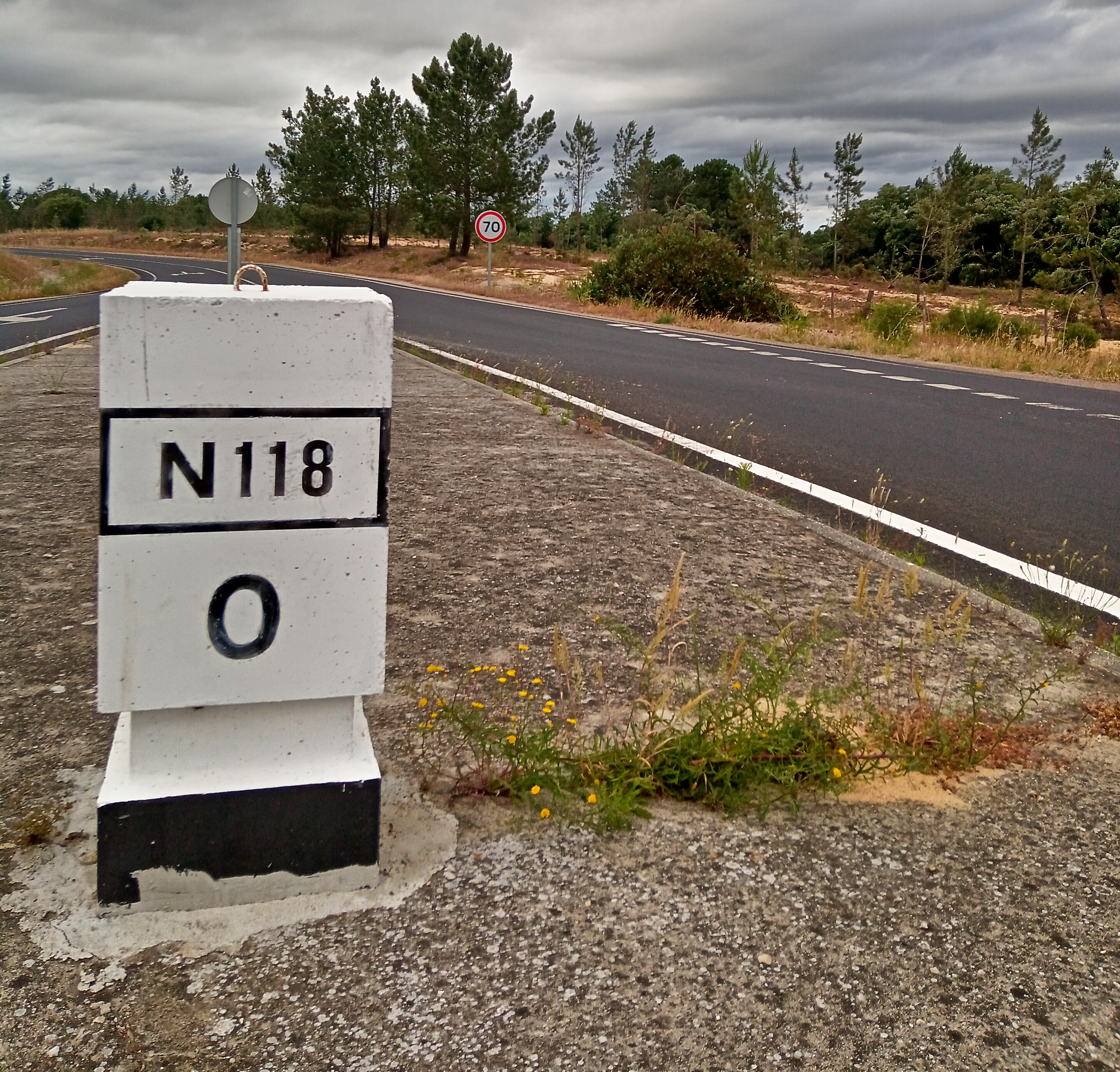
Marco miriamétrico, assinalando o trajeto inicial da Estrada Nacional n.º 118

A EN 118 é uma estrada nacional que integra a rede nacional de estradas do Plano Rodoviário Nacional. 
Inscrita no Plano Rodoviário de 1945 como fazendo a ligação entre Palmela, no distrito de Setúbal, e Alpalhão, no distrito de Portalegre em 195 km e um desnível positivo de 2148 m.
A EN 118 foi criada pelo Plano Rodoviário Nacional de 1945 (PRN 45 - Plano Rodoviário Nacional 1985), classificada em projeto como estrada nacional de 1º classe. Apesar de em projeto a referência do quilometro zero ser Montijo (Proximidades), na verdade o marco inicial está situado no Município de Palmela, no cruzamento com a estrada nacional N5.
Construída para ser a Marginal de toda a margem esquerda do Rio Tejo, desde a fronteira (usando a de Marvão) até ao seu imponente estuário em Lisboa. É, portanto, uma Estrada estratégica a Sul do Tejo, e mesmo para o País. Termina na outra ex-estruturante  N 18, em Alpalhão, concelho de Nisa.
Servia como a alternativa da sua irmã  N 3, que resume o mesmo objectivo que a N118, mas na margem oposta do Tejo.
No princípio do seu troço, irmana-se com a  N 119, mas separam-se pouco depois do Campo de Tiro de Alcochete.

É das Estradas Nacionais mais fáceis de conduzir, devido ao seu traçado quase sempre plano e rectilíneo. Só mesmo um pequeno percurso na zona do Tramagal (Abrantes) é muito sinuoso.

## Percurso

### Palmela – Alpalhão(inclui troços desclassificados)
| Nome da saída/Localidade intermédia | Município             | Estrada que liga    | Designação oficial |
| ----------------------------------- | --------------------- | ------------------- | ------------------ |
| Pinhal Novo                         | Palmela               | N 5                 | N 118              |
| Passil (Alcochete)                  | Alcochete             | N 4                 | N 118              |
| Entrocamento (Alcochete)            | Alcochete             | IC 3                | N 118              |
| Campo de Tiro (Alcochete)           | Benavente             | N 119               | N 118              |
| Porto Alto                          | Benavente             | N 10                | N 118              |
| Samora Correia                      | Benavente             |                     | N 118              |
| Benavente                           | Benavente             | N 118-1 , A 10      | N 118              |
| Salvaterra de Magos                 | Salvaterra de Magos   | N 114-3             | N 118              |
| Marinhais                           | Salvaterra de Magos   | N 367               | N 118              |
| Muge                                | Salvaterra de Magos   |                     | N 118              |
| Benfica do Ribatejo                 | Almeirim              | N 114-3             | N 118              |
| Almeirim                            | Almeirim              | N 114, A 13 , IC 10 | N 118              |
| Gouxaria (Alpiarça)                 | Alpiarça              |                     | N 118              |
| Alpiarça                            | Alpiarça              | N 368               | N 118              |
| Vale de Cavalos                     | Alpiarça              | N 368-1             | N 118              |
| Chamusca                            | Chamusca              | N 243               | N 118              |
| Areolas (Chamusca)                  | Chamusca              |                     | N 118              |
| Pinheiro Grande                     | Chamusca              |                     | N 118              |
| Carregueira                         | Chamusca              |                     | N 118              |
| Arripiado                           | Chamusca              |                     | N 118              |
| Constância Sul                      | Constância (Portugal) | N 3-9               | N 118              |
| Santa Margarida da Coutada          | Constância (Portugal) |                     | N 118              |
| Tramagal                            | Abrantes              |                     | N 118              |
| Rossio ao Sul do Tejo               | Abrantes              | N 2                 | N 118              |
| Pego (Abrantes)                     | Abrantes              |                     | N 118              |
| Concavada                           | Abrantes              |                     | N 118              |
| Alvega                              | Abrantes              | N 358               | N 118              |
| Gavião                              | Gavião                | N 244               | N 118              |
| Degracia Fundeiracia (Gavião)       | Gavião                |                     | N 118              |
| Arez (Nisa)                         | Nisa                  | N 364, IP 2 , E 802 | N 118              |
| Tolosa (Nisa)                       | Nisa                  |                     | N 118              |
| Gáfete                              | Nisa                  | E 802               | N 118              |
| Alpalhão                            | Nisa                  | N 18, N 246         | N 118              |

## Rota Estrada Nacional
A rota das estradas nacionais de Portugal é um movimento e uma lista de estradas recomendadas para viajar em 2 rodas, permitindo recolher e disfrutar de gastronomia, cultura e locais de significativo interesse.  
A   N 118  está classificada como Rota Estrada Nacional

## Ramais
EN118-1: Benavente - Santo Estêvão
EN118-2: Salvaterra de Magos - estação de Muge
EN118-3: Para a estação do Tramagal
EN118-4: Para o cais do Tejo (Tramagal)
EN118-5: Para a barragem de Belver

## Galeria

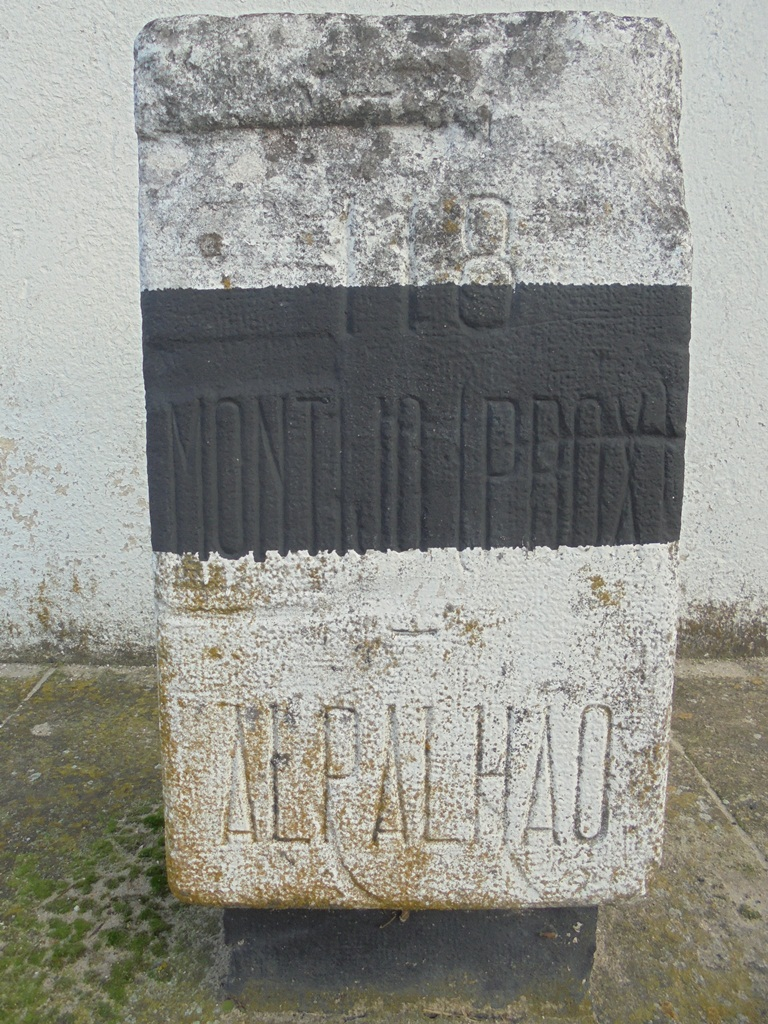
Marco Miriamétrico ao km 60 em Muge, concelho de Salvaterra de Magos
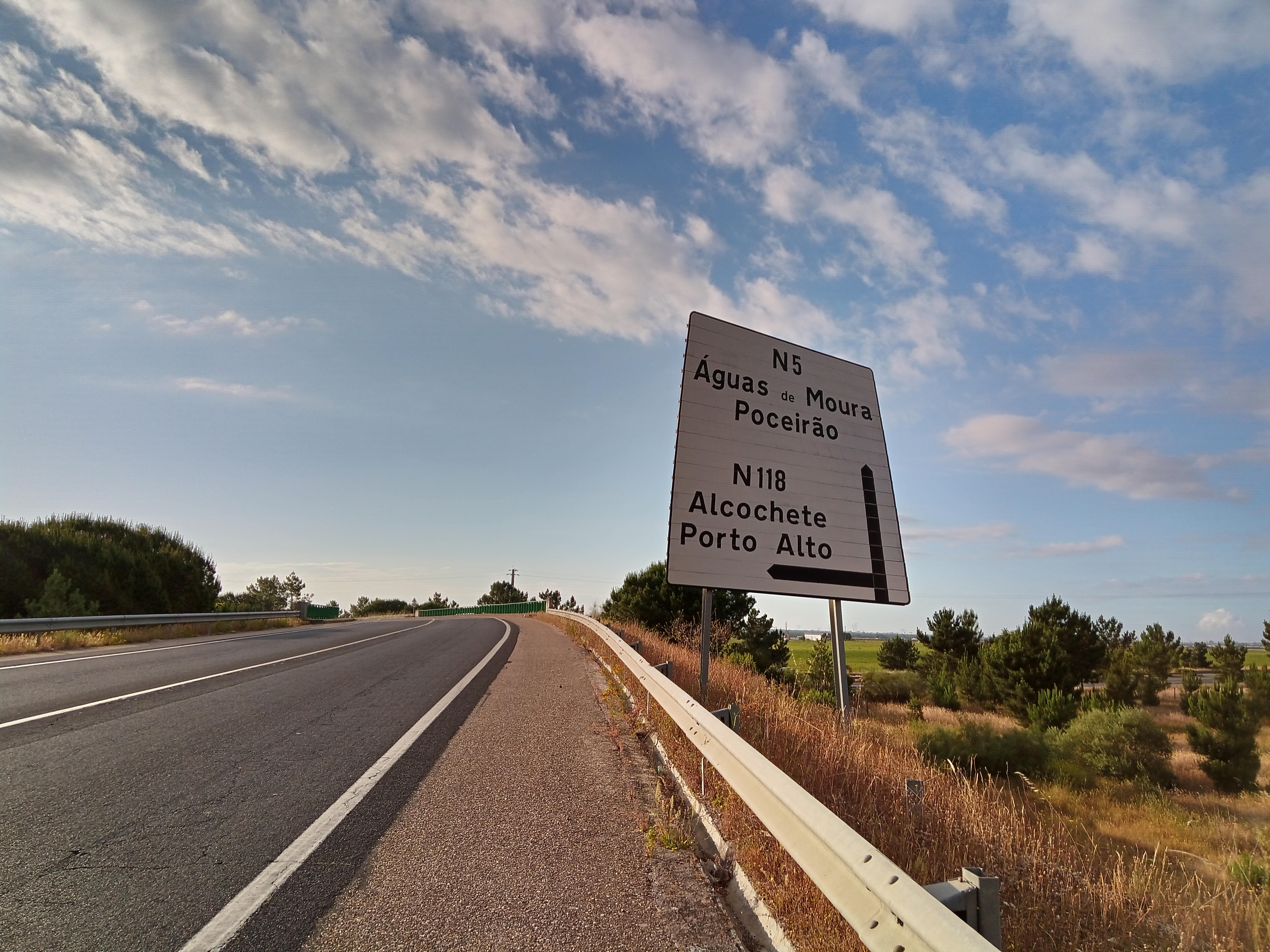
Placa Indicativa para o cruzamento da EN 118 com a EN 5
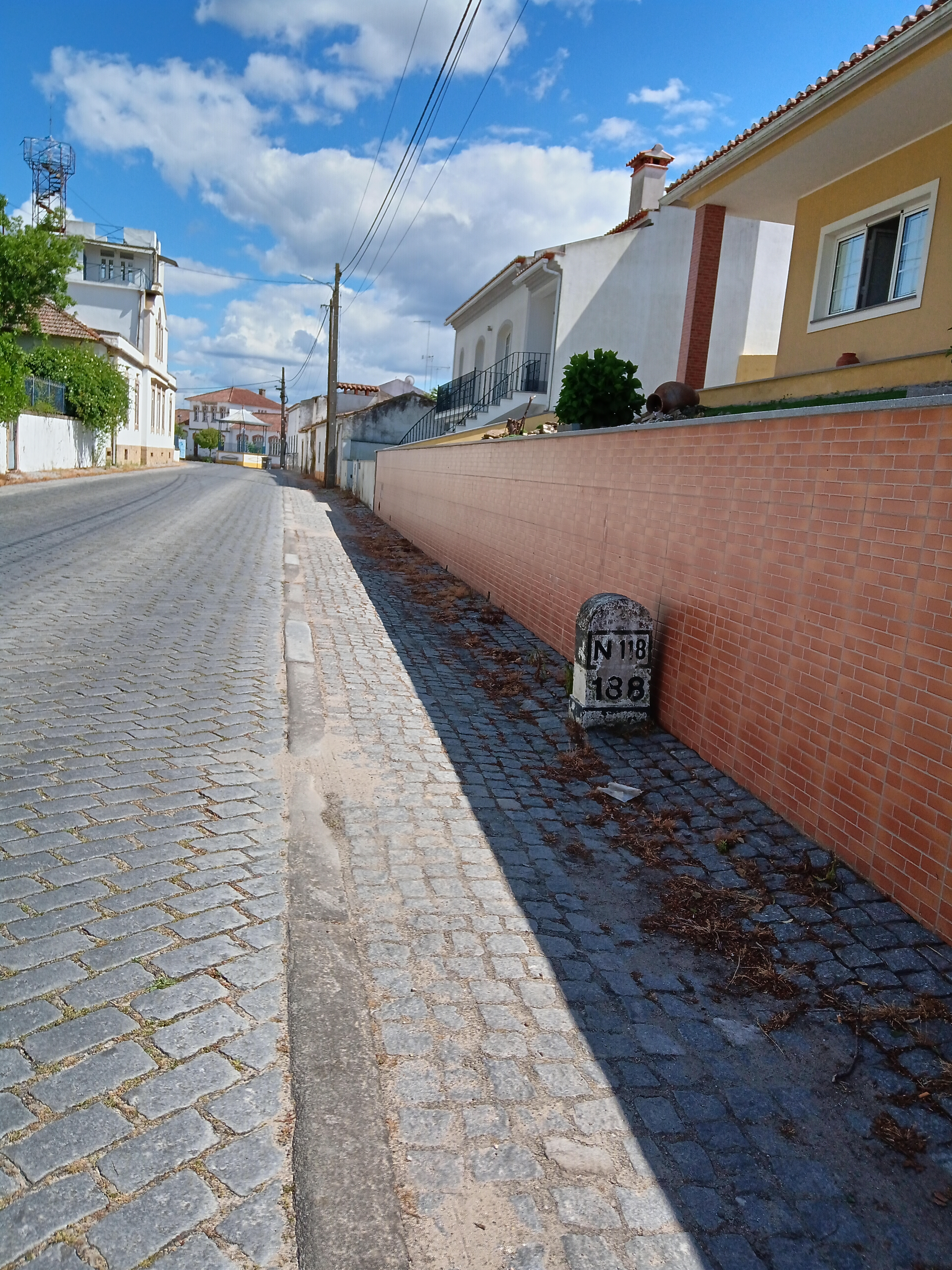
Marco miriamétrico, assinalando o Km 188 da EN 118, na localidade de Gáfete
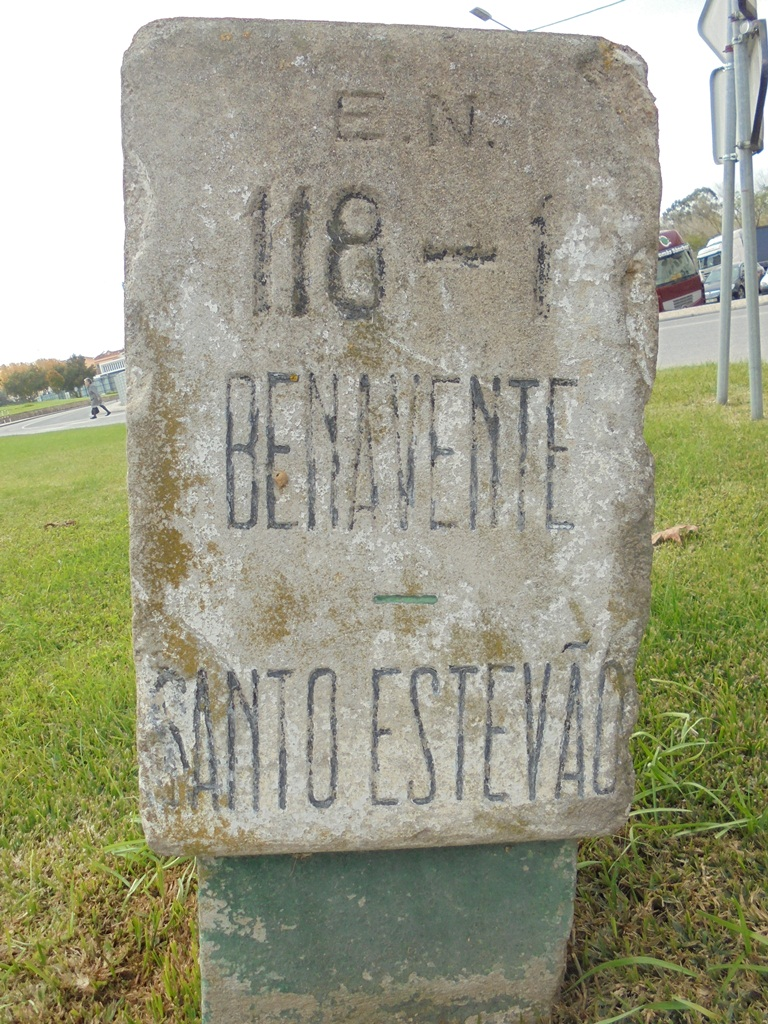
Marco Miriamétrico ao km0 da EN118-1 em Benavente
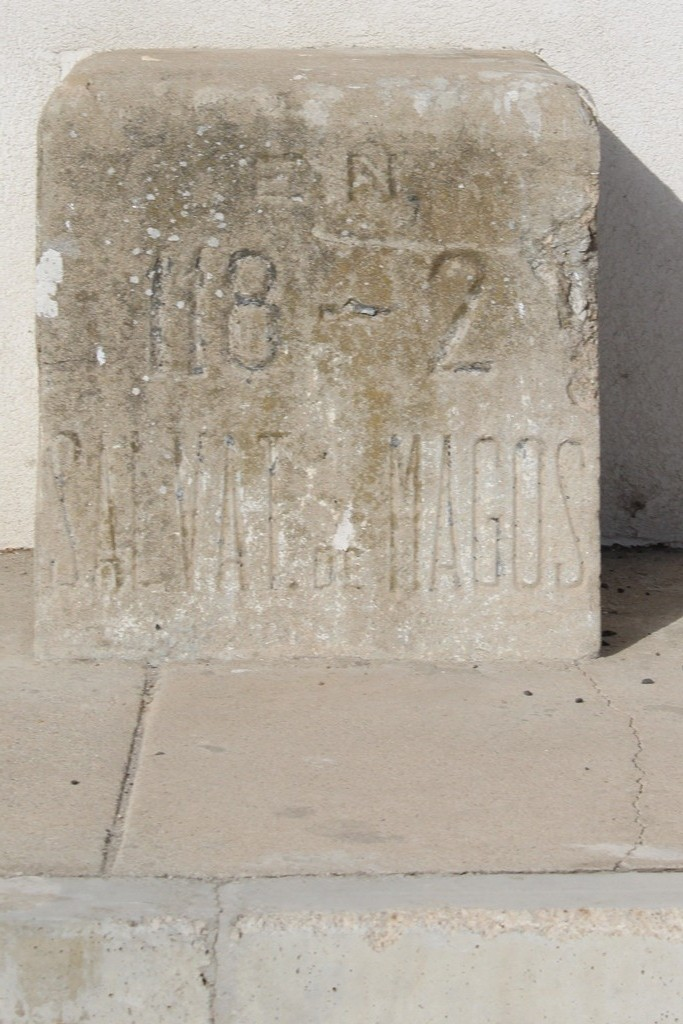
Marco Miriamétrico ao km0 da EN118-2 em Salvaterra de Magos